# Irma Komlósy

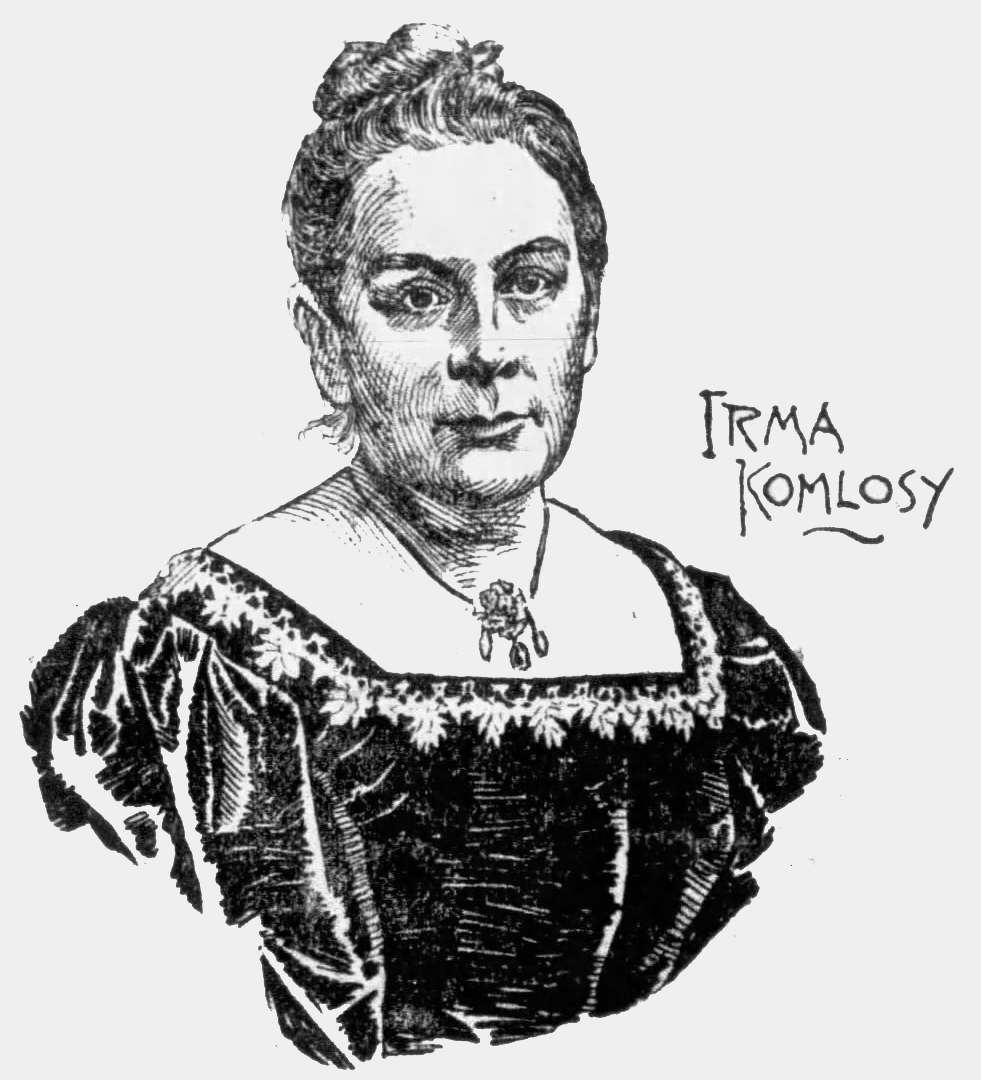
Irma Komlósy (1898), nach Baumgartner (2015, S. 311) handelt es sich um ein Selbstporträt

Maria Johanna „Irma“ Komlósy (* 30. August 1850 in Prag; † 17. Juli 1919 in Schrabatz) war eine österreichische Malerin.

## Leben

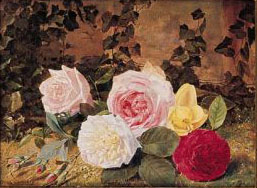
Rose (um 1890)

Komlósy stammte aus einer Künstlerfamilie, auch ihr Vater Franz Komlósy sowie ihre Brüder Franz (1857–1912) und Eduard (1862–1942) waren Maler. Sie wuchs zunächst in Pest auf, später in Türkisch-Kanizsa, ab 1862 in Temesvár, ab etwa 1865 in Wien. Obwohl der Vater künstlerisch anerkannt war, lebte die Familie in schwierigen materiellen Verhältnissen.
Auf Wunsch der Eltern trat sie mit 16 Jahren eine Stelle als Erzieherin in Monospetri (Petreu) bei Großwardein an, kehrte jedoch durch „Heimweh und die unauslöschliche Sehnsucht nach der Kunst“ schnell nach Wien zurück. Auch eine zweite Station als Erzieherin in Türkisch-Kanizsa scheiterte. Sie erhielt nun Unterricht im Malen, zunächst von ihrem Vater, ab 1872 an der k. k. Kunstgewerbeschule bei Friedrich Sturm.
Sie wandte sich der Blumenmalerei zu, zwischen 1880 und 1890 stellte sie regelmäßig in Wien, Brünn, Prag und im Glaspalast München aus. Außerdem erteilte sie Kunstunterricht, unter anderem für die Erzherzöge Marie Valerie, Karl Stephan, Karoline, und Maria Theresia – letztere protegierte Komlósy, stellte ihr zeitweise die Villa Wartholz in Reichenau zur Verfügung und lud sie zu gemeinsamen Reisen ein.
Im Oktober 1895 kam Komlósy nach New York, später lebte sie in Washington. Sie blieb mehrere Jahre in den Vereinigten Staaten, spätestens 1902 kehrte sie jedoch nach Österreich zurück. Sie kaufte ein Bauernhaus in Schrabatz und lebte dort bis zu ihrem Tod. Über ihr spätes Werk ist wenig bekannt.
Komlósy war Vorstandsmitglied beim Verein der Schriftstellerinnen und Künstlerinnen Wien. Sie war eng mit Olga Wisinger-Florian befreundet.